# Ha-Si'a ha-druzit ha-jisra'elit
ha-Si'a ha-druzit ha-jisra'elit (hebrejsky: הסיעה הדרוזית הישראלית, arabsky: الكتلة الدرزية الإسرائيلية, doslova Izraelská drúzská frakce) je bývalá izraelská politická strana izraelských drúzů existující v letech 1967–1969.

## Okolnosti vzniku a ideologie strany
Strana byla založena 11. dubna 1967 během fungování šestého Knesetu zvoleného ve volbách roku 1965, kdy poslanec Džabar Muadí odešel ze své strany Šituf ve-achva (Spolupráce a bratrství) a ustavil vlastní politickou formaci. Strana neměla dlouhou samostatnou existenci, protože již do voleb roku 1969 šel Muadí za stranu Kidma ve-pituach (Pokrok a rozvoj).